# 桑代貴明
桑代 貴明（くわしろ たかあき、1997年7月13日 - ）は、日本の俳優。
神奈川県出身。

## 略歴
2009年末までスマイルモンキーに所属し、2010年3月サンミュージックブレーン所属後、2014年3月に退所・引退し、2018年12月に芸能界復帰、再びサンミュージックブレーンに所属する。
2023年芸能界を引退することを自身のInstagramで発表

## 出演

### 映画
- 時に溢れる涙の話（2005年）マナト 役
- 極道の妻5〜あねご〜（2005年）河本海斗 役
- 世界はときどき美しい 第四章「スナフキン リバティ」（2007年）柊一（幼少） 役
- ワルボロ（2007年）コーちゃんの弟 役
- そのときは彼によろしく（2007年）五十嵐佑司（幼少） 役
- 陰日向に咲く（2008年）ゆうすけ（幼少） 役
- KIDS（2008年）タケオ（幼少） 役
- シャカリキ!（2008年9月）野々村輝（幼少） 役
- MW-ムウ-（2009年7月）結城美智雄（少年時代）　役
- ウルルの森の物語（2009年12月）工藤昴 役
- 鈴木先生（2013年1月12日公開）藤山高志 役
- AI崩壊（2020年1月31日公開）
- キスカム!～COME ON, KISS ME AGAIN!～（2020年9月4日公開）

### テレビドラマ
- ジイジ2〜孫といた夏〜 第4回（2005年、NHK）
- 仮面ライダーカブト 第21・22話（2006年、テレビ朝日）マコト 役
- がきんちょ〜リターン・キッズ〜（2006年、TBS）辻由明 役
- まるまるちびまる子ちゃん（2007年 - 2008年、フジテレビ）大野けんいち 役
- セクシーボイスアンドロボ 第10話（2007年、日本テレビ）
- 山田太郎ものがたり（2007年、TBS）御村託也（幼少） 役
- 愛の迷宮（2007年、フジテレビ）鮎川春樹（幼少） 役
- 週刊真木よう子 第2話「スノウブラインド」（2008年、テレビ東京）温之 役
- 土曜ワイド劇場 法医学教室の事件ファイル 豪華クルーザー殺人パーティー（2008年5月10日、テレビ朝日）後藤太陽 役
- 愛の劇場40周年記念番組 ラブレター（2008年、TBS）塚越海司（小学生時代） 役
- Q.E.D. 証明終了 第9回（2009年、NHK）辛島 役
- ホームレス中学生2（2009年、フジテレビ）田村慎一（幼少） 役
- ゴッドハンド輝 第3話（2009年、TBS）石黒竜太 役
- 君のせい（2009年、TBS）真田隆也（小学校時代） 役
- ふたつのスピカ（2009年、NHK）桐生夏樹 役
- 大河ドラマ 龍馬伝（2010年、NHK）武市半平太（少年期） 役
- ドラマW 蛇のひと（2010年、WOWOW）今西由起夫（少年期） 役
- 遺恨あり 明治十三年 最後の仇討（2011年2月26日、テレビ朝日）臼井六郎（幼少） 役
- 鈴木先生 （2011年、テレビ東京）藤山高志 役
- 家政婦のミタ 第5話（2011年、日本テレビ）
- レッスンズ（2011年11月27日、関西テレビ）高村 役
- 大河ドラマ 平清盛（2012年、NHK）崇徳天皇（幼少期） 役
- 13歳のハローワーク（2012年、テレビ朝日）麻生剛志 役
- 仮面ライダーウィザード 第10・11話（2012年、テレビ朝日）片山直己 役
- シロでもクロでもない世界で、パンダは笑う。 第2話（2020年1月19日、読売テレビ・日本テレビ系）
- 王様に捧ぐ薬指 第7話（2023年5月30日、TBS）

### バラエティ番組
- めちゃ×2イケてるッ! 矢部内少年野球団（2008年、フジテレビ）
- NHK高校講座 コミュニケーション英語I（2013年4月15日 - 2017年2月27日、NHKEテレ）ケンジ 役
- 痛快TV スカッとジャパン 神ティーチャースカッと（2018年12月10日、フジテレビ）男子生徒 役

### 舞台
- 銀河英雄伝説 - ユリアン・ミンツ 役
  - 銀河英雄伝説 第二章 自由惑星同盟篇（2012年4月14日 - 22日、東京国際フォーラム ホールC / 4月28日・29日、NHK大阪ホール）
  - 銀河英雄伝説 撃墜王篇（2012年8月3日 - 12日、天王洲 銀河劇場）
- ソラオの世界（2013年2月9日 - 17日、東京芸術劇場 シアターウエスト）
- オクチナオシ第4回公演「浪人たちのいるところ」（2024年1月24日 - 29日、高田馬場ラビネスト）

### CM
- 日立 つくろう。
  - セキュリティ指静脈認証システム篇（2005年）
  - ムバラクポンプ篇（2005年）
- ジャックス 人と、人とのあいだに。-キャンプ篇-（2006年）
- サンヨー食品 サッポロ一番塩らーめん（2006年 - 2007年）
- 積水ハウス 5本の樹・カブトムシ篇（2006年 - 2007年）
- 日本ケンタッキー カーネルバリューメニュー（2007年）
- Panasonic 新ヒューマンビエラ -子供篇-（2007年）
- 任天堂 Wii専用ゲームソフト スーパーマリオギャラクシー（2007年）
- ベネッセ 進研ゼミ小学講座 秘密特訓篇（2008年）
- ノバルティスファーマ ノバルティスアイ篇（2009年）
- 住友生命 ゆたかな未来づくりプロジェクト-絵画コンクール篇-（2009年）
- ミサワホーム GENIUS 天才への手紙バッハ篇（2010年）

### プロモーションビデオ
- コーネリアス『MUSIC』（2006年）
- CHARA『片思い』（2009年）

### スチル
- 日本道路公団（2005年）
- 日立 つくろう。（2005年）
- サンヨー食品 サッポロ一番・塩らーめん（2006年）